# Lviv (tỉnh)
'Lviv (tiếng Ukraina: Львівська область, chuyển tự: L'vivs'ka oblast) là một tỉnh của Ukraina, giáp biên giới với các tỉnh Lubelskie và Podkarpackie của Ba Lan. 
Tỉnh lỵ đóng ở Lviv. Tỉnh có diện tích 21.833 km2, dân số năm 2009 là 2.552.900 người. 